# 1A busz (Sárvár)
A sárvári 1A jelzésű autóbusz az Autóbusz-állomás és a Termálfürdő megállóhelyek között közlekedik a Vasútállomás érintésével. A vonalat a Vasi Volán Zrt. üzemelteti.

## Közlekedése
Mindennap közlekedik Május 1-től Szeptember 30-ig. Naponta 3 járatpár indul.

## Útvonala

### Termálfürdő felé
Autóbusz-állomás - Soproni utca - Selyemgyár utca - Hunyadi János utca - Batthyány Lajos utca - Kossuth tér - Várkerület - Rákóczi Ferenc utca - Termálfürdő

### Autóbusz-állomás felé
Termálfürdő - Rákóczi Ferenc utca - Várkerület - Kossuth tér - Batthyány Lajos utca - Hunyadi János utca - Selyemgyár utca - Soproni utca - Autóbusz-állomás

## Megállói
| Megállóhely neve | Menetidő | Menetidő |
| ---------------- | -------- | -------- |
| Autóbusz-állomás | 0        | 9        |
| Vasútállomás     | 2        | 7        |
| Szolgáltatóház   | 3        | 5        |
| Batthyány u.     | 4        | 4        |
| Kórház           | 6        | 1        |
| Termálfürdő      | 8        | 0        |

## Menetrend

### Autóbusz-állomásról indul
| Óra | V. 1-től IX. 30-ig |
| --- | ------------------ |
| 9   | 30                 |
| 11  | 20                 |
| 16  | 15                 |

### Termálfürdőtől indul
| Óra | V. 1-től IX. 30-ig |
| --- | ------------------ |
| 9   | 40                 |
| 11  | 30                 |
| 16  | 25                 |